# Dvärgtranbär
Dvärgtranbär (Vaccinium microcarpum) är en art i växtfamiljen ljungväxter. Ibland räknas dvärgtranbär som en underart till tranbär.

## Kännetecken
Det är en dvärgbuske som är grön året runt, med tunna, liggande och revor som ofta slår egen rot. Revorna kan bli nästan 60 centimeter långa och har små strödda, äggrunda, 4 till 5 millimeter långa blad med en vaxartad djupgrön ovansida och en ljusare undersida. Den har fyra stycken rosenröda kronblad, som är 4 millimeter långa. 
Frukten är ett syrligt bär som blir 5 till 6 millimeter i diameter och som först är ljusrött men senare blir fläckigt mörkröd. 

## Blomningstid
Den blommar mellan juni och juli.

## Utbredning
I Sverige är den sällsynt i de södra delarna men tämligen allmän från mellersta Svealand och norrut och går i fjälltrakterna upp i den lågalpina regionen. Den finns även på de flesta ställen vid samma bredgrad. Den trivs på näringsfattig myrmark. 